# Martin-pêcheur azuré
Alcedo quadribrachys
Espèce
Statut de conservation UICN

 LC  : Préoccupation mineure
Le Martin-pêcheur azuré (Alcedo quadribrachys) est une espèce d'oiseaux de la famille des Alcedinidae. Répartition: Afrique de l'Ouest et du Centre, du Sénégal à l'Ouganda et au Nord-Ouest de la Zambie (source: IUCN).

## Liste des sous-espèces
- Alcedo quadribrachys guentheri Sharpe, 1892
- Alcedo quadribrachys quadribrachys Bonaparte, 1850